# Verzweigung Bern-Weyermannshaus
De Verzweigung Bern-Weyermannshaus is een knooppunt in Zwitserland. Op dit knooppunt in de stad Bern sluit de A12 aan op de A1.

## Configuratie
Het knooppunt is een trompetknooppunt.

## Bijzonderheid
In het knooppunt zit de afrit Bern-Neufeld van de A1 verweven.